# گرگین (بافت)
کِرگین (بافت)، روستایی از توابع بخش خَبر شهرستان بافت در استان کرمان ایران است.

## جمعیت
این روستا در دهستان خبر (بافت) قرار دارد و براساس سرشماری مرکز آمار ایران در سال ۱۳۹۵، جمعیت آن ۱۷۹ نفر (۵۲خانوار) بوده‌است.